# Hiro H3H
Хіро H3H (англ. Hiro H3H) — експериментальний важкий летючий човен-моноплан створений на замовлення Імперського флоту Японії на арсеналі Хіро. Не зважаючи на багато передових на той час рішень, не задовільнив потреб флоту і програв в конкурсі простішому біплану Kawanishi H3K.

## Історія
У 1929 році Імперський флот Японії розробив технічне завдання на побудову важкого летючого човна для охорони своїх морських кордонів, оскільки Hiro H1H та Hiro H2H не задовольняли його по дальності польоту, вантажності та захищеності. У конкурсі взяли участь арсенал флоту Хіро та компанія «Kawanishi». На початку 1930 року арсенал флоту Хіро був основним виробником летючих човнів для японського флоту, тому був достатньо досвідченим для початку роботи над великим суцільнометалевим летючим човном повністю японського дизайну. Керівником проєкту став Місао Вада, а головним дизайнером — Джун Окамура.
Хіро запропонували дизайн моноплана з балочним крилом, перевіреним на Hiro R-3, а фюзеляж базувався на H2H. До створення дизайну також був залучений Технічний інститут флоту, який допомагав з покращенням водних характеристик. Через велику масу літака двох двигунів явно було недостатньо, тому було вирішено поставити три двигуна Hispano-Suiza виготовлені в Японії за ліцензією. Дизайн передбачав можливість польоту на двох двигунах, а також бомбове навантаження в одну тону — найбільше бомбове навантаження з флотських літаків того часу.
Прототип завершили в 1931 році і присвоїли йому назву «Летючий човен Тип 90-1» (яп. 九〇式一号飛行艇, Кюрей-шікі Ічіґо Хікотей) або H3H1 в короткій системі позначень. Для випробувань літак перегнали на базу в Йокосуці, під час яких було виявлено велику кількість недоліків конструкції. Для початку довелось перенести радіатори розташовані в гондолах двигунів дальше назад, а також поміняти гвинти. Для покращення стабільності були додані додаткові вертикальні хвостові поверхні, а також перебудовані стійки, що підтримували горизонтальні стабілізатори.
На жаль до 1933 року H3H все ще не задовільняв вимоги флоту, тому проєкт вирішили припинити, а існуючий прототип перетворили на тестовий літак для випробувань двигунів. Зокрема одним з перших на нього встановили 14-ти циліндрові радіальні двигуни Mitsubishi Shinten потужністю 950 к.с.

## Тактико-технічні характеристики
Дані з Japanese Aircraft 1910—1941

### Технічні характеристики
- Екіпаж: 9 осіб
- Довжина: 22,05 м
- Висота: 7,52 м
- Розмах крил: 31,05 м
- Площа крил: 137 м²
- Маса пустого: 7900 кг
- Маса спорядженого: 11 900 кг
- Навантаження на крило: 86,7 кг/м²
- Двигуни: 3 × Mitsubishi Hispano-Suiza
- Потужність: 2 × 650 к. с.
- Питома потужність: 6,1 кг/к.с.

### Льотні характеристики
- Максимальна швидкість: 230 км/год (на рівні моря)
- Крейсерська швидкість: 158 км/год
- Швидкість посадки: 112 км/год
- Тривалість польоту: 13 год
- Практична стеля: 4500 м
- Час набору висоти 3000 м.: 17 хв

### Озброєння
- Кулеметне:
  - 2 × 7,7 мм кулемети в хвостовій турелі
  - 2 × 7,7 мм кулемети в носовій турелі
  - по 2 × 7,7 мм кулемет в бокових бійницях в центрі літака
- Бомбове навантаження:
  - 4 × 250-кг бомби або
  - 2 × 500-кг бомби